# Электроника 85
«Электроника МС 0585» — советский компьютер, называвшийся в годы его выпуска Персональный Вычислительный Комплекс (ПВК). Первые выпуски ПВК на передней панели имели маркировку «Электроника 85»; первоначально называлась «Электроника-микро».
МС 0585 — клон DEC Professional 3xx. Серийные машины копировали DEC Pro-350, к выпуску готовили клон DEC Pro-380, но дальше предсерийных образцов дело не пошло. В отличие от других машин линии PDP-11 и их советских аналогов, использовавших последовательные терминалы как консольные и дисплейные устройства, «Электроника 85», как и оригинал, использовала встроенный контроллер растровой графики, отображенный на память. Прочие устройства ввода-вывода также существенно отличались от обычных для семейства. ПВК был разработан в Воронеже на заводе «Процессор» и там же серийно выпускался с 1985 года. Для ввода информации в ПВК использовалась клавиатура (МС 7004), как в ДВК. Вывод информации осуществлялся на чёрно-белый (монохромный) (МС 6105), либо на цветной (МС 6106) монитор.

## Состав и исполнения
ПВК выпускался в различных исполнениях (номер после обозначения МС 0585.хх). 
Во всех исполнениях присутствовали: 
- Блок электронный, в том числе: 
  - Модуль системный НС1, содержащий процессор КМ1811ВМ1 (копия DEC F-11, архитектура 11/23, или в виде микросборки, или позже в виде отдельных микросхем) или КМ1831ВМ1 (копия DEC J-11[англ.], архитектура 11/33), диспетчер памяти, системное ПЗУ 16 Кб, в котором записана графическая программа диагностики ПВК, а также загрузчик ОС.
  - Устройство запоминающее НП2 (ОЗУ) объёмом 512 Кбайт.
  - Видеоконтроллер НВ1 (монохромный, 32 Кбайт, разрешение 960x256 точек, на базе БМК КМ1527ХМ1-0715, КМ1527ХМ1-0716 и КМ1527ХМ1-0717).
  - Контроллер НГМД (на основе микросхемы КР1818ВГ93; базовый формат записи на ГМД: 1 сторона/80 дорожек; 0-я дорожка сдвинута на одну к центру (формат DZ). После замены микропрограммы (м/с «КОЧАН» — i8751 или КМ1816ВЕ51 поз. D2 на схеме) появляется возможность работы с двумя сторонами дискеты, а также функция форматирования ГМД).
  - Контроллер НЖМД с интерфейсом ST-506 (на основе КМ1818ВМ01).
  - Источник питания МС 9005.
  - Блок накопителей ГМД (состоит из двух 5,25" дисководов МС 5305; могли применяться и другие - Электроника НГМД 6121, МС 5301, МС 5305, МС 5311, TEAC).
  - Кабели связи ПГЩМ 4.854.041, 4.854.043, 4.854.044, 4.854.045, 4.854.046, 4.854.248.
- Блок клавиатуры МС 7004.
- Устройство вывода печатающее МС 6307.
- Кабель ПГЩМ 4.854.052.
- Комплект ЗИП ПГЩМ 2.791.026 ЗИ.
- Эксплуатационные документы ПГЩМ 2.791.026 ЭД.

Наработка на отказ составляла 5000 часов согласно ТУ 11-89 бК0.305.111. 

### МС 0585.01
В состав включены: 
- Цветной видеомонитор МС 6106.02.
- Расширитель памяти НВ2 (на базе микросхем К565РУ5 и БМК КМ1527ХМ1-0716[5], позволяет выводить картинку с 8 цветами или 8 градациями серого цвета[6], аналог DEC Extended Bitmap Option[7]).
- Кабель связи ПГЩМ 4.854.051.
- Накопитель НЖМД МС 5405 (20 Мбайт); могли применяться ST-225 фирмы Seagate.

Масса комплекса 47 кг. 
Оптовая цена 14700 рублей.

### МС 0585.02
"Минимальное" исполнение. В состав включены: 
- Монохромный видеомонитор МС 6105.02.
- Накопитель НЖМД МС 5405 (20 Мбайт).

Масса комплекса 42 кг. 
Оптовая цена 12400 рублей. 

### МС 0585.08
В состав включены: 
- Цветной видеомонитор МС 6106.02.
- Расширитель памяти НВ2.
- Кабель связи ПГЩМ 4.854.051.
- Накопитель НЖМД МС 5402 (10 Мбайт).
- Устройство вывода графической информации МС 6501.01 (плоттер).
- Кабель ПГЩМ 4.854.088 для плоттера.

Масса комплекса 61 кг. 
Оптовая цена 17700 рублей. 

### МС 1702
Дополнительно, за очень немаленькие[какие?] деньги, можно было приобрести так называемый «Комплект совместимости» с IBM PC — Электроника МС 1702, представлявший собой дополнительный модуль, на котором, по сути, была собрана ещё одна ПЭВМ на базе процессора Intel 8086/87. Управление этим модулем осуществлялось с помощью дополнительного программного обеспечения-эмулятора MS-DOS 3.10, большинство программ для MS-DOS на таком «монстре» работало без особых проблем, кроме уже упоминавшихся — невозможность использовать две поверхности НГМД-накопителя и форматирования дискет.

## ОС для ПВК
В комплекте с ПВК МС 0585 поставлялись следующие операционные системы (ОС):
- ПРОС — (P/OS) ОС, разработанная на базе RSX-11, с оконным пользовательским интерфейсом.
  - ОС «ПРОС» версии 1.8. Могла работать на ПВК без установки её на жесткий диск.
  - ОС «ПРОС» версии 2.03. Мультипрограммная, реального времени с разделением ресурсов дисковая ОС, предназначенная для управления вычислительным процессом ПВК МС 0585.
- ФОДОС 3 (аналог RT-11) — высокоэффективная однопользовательская ОС. Предназначена для решения задач в реальном масштабе времени, а также разработки программ в интерактивном режиме.

Другие ОС, адаптированные для МС 0585:
- RT-11 — однопользовательская ОС реального времени. Отличительной особенностью данной локализации ОС является уникальный драйвер консольного монитора («PI.SYS») загружаемый в расширенную память, экономя место в рабочей странице ОЗУ. Операционная система имеет несколько разновидностей мониторов:
  - RT-11SJ (Single Job monitor) — однозадачная ОС для машин с адресуемой памятью до 32 КСлов (64 КБ)
  - RT-11FB (Foreground/Background monitor) — оперативно-фоновая ОС позволяющая выполнять одновременно несколько оперативных задач и одну фоновую. Предназначена также для машин с адресуемой памятью до 32 КСлов
  - RT-11XM (eXtended Memory monitor) — ОС, аналогичная FB, но предназначенная для машин с адресуемой памятью более 32 КСлов имеющих диспетчер памяти
- TSX (TSX-Plus) — многозадачная, многопользовательская ОС с разделением времени и ресурсов. Позволяет выполнять задачи реального времени. Полностью совместима на уровне задач пользователя и поддерживает все базовые возможности ОС RT-11 SJ/FB/XM версий. Специальная версия данной ОС для МС 0585 создана на ВЦ АН СССР группой программистов под руководством М. Потёмкина.
- «ДЕМОС» (Диалоговая Единая Мобильная Операционная Система) — операционная система, разработанная на базе ОС UNIX широко применявшаяся, в частности в ОАО «АвтоВАЗ».

Следует отметить, что вычислительный комплекс МС 0585, в своё время, являлся единственным в СССР UNIX-компьютером. Для него было разработано довольно большое количество версий данной ОС, адаптированных под различные (в том числе и сетевые) применения.